# Le Village Gaulois
Le Village Gaulois ist ein 1986 eröffneter Lehr- und Vergnügungspark in Pleumeur-Bodou im Département Côtes-d’Armor in der Region Bretagne in Frankreich. Im Park wird das Leben von Galliern nachgestellt, wie es um die Zeitenwende vor rund 2000 Jahren war. Die Anlage ist außerdem ein Entwicklungshilfeprojekt für Afrika.

## Beschreibung
Le Village Gaulois ist ein Teil des Parc du Radôme nahe der Stadt Pleumeur-Bodou. Neben dem Village Gaulois findet man dort Ausstellungen über Wissenschaft, Technik und Industrie und ein Planetarium. Auf dem Gelände wird ein Dorf präsentiert, das einer Siedlung der Gallier vor etwa 2000 Jahren mit Häusern, Werkstätten und Kultstätten entspricht. In Filmen wird gezeigt, wie die Gebäude mit Mitteln erbaut wurden, die auch vor 2000 Jahren zur Verfügung standen. Auch die Aufrichtung eines Menhirs wird in einem Film gezeigt. Neben diesen authentischen Exponaten werden Spielmöglichkeiten für Kinder wie eine Seilrutsche, ein Schaukelboot, Katapult, Tauziehen, „Zaubertranklieferung“, Wasserträger und Informationen wie über den Schulweg der Kinder in Afrika und Informationen über das Nord-Süd-Gleichgewicht geboten. Eine Kantine bietet als Verköstigung verschiedene Speisen wie Crepes, Galettes und Süßspeisen an. Der Park ist von April bis September geöffnet.
Neben dem Gallierdorf gibt es auf dem Gelände einen Nachbau eines afrikanischen Dorfes aus dem nördlichen Togo. Dieses Dorf wird Parc Solidaire (Solidaritätspark) genannt. Die Gewinne, die der Verein VGPA (Village Gaulois pour l'Afrique) als Besitzer des gallischen Dorfes erwirtschaftet, werden mindestens seit den 1990er Jahren in verschiedene Projekte in Togo investiert. Mit den mittlerweile 1,5 Millionen Euro werden 14 Grundschulen, die Bezahlung der Gehälter von 56 Lehrern und 9 Kantinen finanziert, der Bau von Gymnasien, Colleges und Grundschulen gefördert und eine Aufforstungskampagne unterstützt, die mittlerweile 50 Hektar bepflanzt hat.

## Trägerschaft
Das gallische Dorf wird von einem Trägerverein betrieben, dessen Aufgabe zum einen der Betrieb des Dorfes als Ort von kulturellen und gesellschaftlichen Ereignissen ist und der zweitens über die Verwendung der erwirtschafteten Mittel aus dem Dorf informiert. Dies sind Entwicklungsaufgaben in Afrika, speziell der Bau, der Unterhalt und der Betrieb von Schulen und Aufforstungsaktionen.